# Plan de numérotation téléphonique à Taïwan
Les numéros de téléphone à Taïwan utilisent un système d’indicatifs régionaux allant de 02 à 08. Les chiffres qui suivent l'indicatif régional désignent l'opérateur du réseau (Chunghwa Telecom et ses concurrents). Les numéros mobiles commencent par 09 et l'indicatif international pour appeler à Taïwan est le 886.

## Indicatif régional
Les numéros d'urgence à Taïwan sont 110 (police) et 119 (services d'incendie et d'ambulance). 
Lorsque vous effectuez un appel inter-régional à Taïwan, vous devez utiliser le préfixe interurbain "0". Si les appels sont passés depuis le même indicatif régional, il n'est pas nécessaire de l'inclure. Les appels inter-régionaux sont définis comme des appels interurbains même lorsque les deux numéros ont le même préfixe. 
Si des appels sont passés de l'extérieur de Taïwan, le "0" du préfixe d'indicatif régional est omis. 
Le tableau d'indicatifs régionaux suivant contient ce préfixe "0". Le gouvernement réserve le code 1 à Nanjing, capitale de la République de Chine, conformément à la constitution, qu'il ne contrôle pas réellement. 
| Préfixe | Région / Zone | Divisions administratives                                       | Chiffres | Remarques |
| ------- | ------------- | --------------------------------------------------------------- | -------- | --- |
| 02      | Taipei        | Municipalité de Taipei, Nouveau Taipei, Municipalité de Keelung | 8        | Les numéros commençant par 2,3 et 8 sont assignés à Chunghwa Telecom (l'opérateur téléphonique principal de Taïwan ; CHT) ; Les numéros commençant par 4, 5, 6 et 7 sont attribués aux opérateurs concurrents de ligne fixe, tels que Taiwan Fixed Network (TFN), New Century InfoComm LTD (NCIC), et Asia Pacific Telecom (APT), puisque Chunghwa Telecom ne détient plus un monopole sur cette zone de marché.                                                                                           |
| 03      | Taoyuan       | Municipalité de Taoyuan                                         | 7        | Numéros commençant par 2* (mineur), 3 (District de Taoyuan), 4* (Zhongli): Les numéros commençant par 21, 22, 28 sont assignés à (CHT), ceux commençant par 25 (APT), 26 (TFN), et 27 (NCIC) appartiennent aux autres opérateurs concurrents locaux. Tous les numéros commençant par 3 appartiennent à Chunghwa Telecom, puisque CHT détient un monopole holds dans le district de Taoyuan. Les nombres commençant par 4 sont attribués à Chunghwa Telecom excepté le 405 (APT), 406 (TFN), et 449 (NCIC). |
| 03      | Hsinchu       | Municipalité de Hsinchu, Comté de Hsinchu                       | 7        | Numéros commençant par 5 (majeur), 6* (mineur): Les numéros commençant par 6 sont assignés à CHT excepté le 60 (APT), 61 (TFN) et 62 (NCIC). |
| 03      | Hualien       | Comté de Hualien                                                | 7        | Numéros commençant par 8*: Les numéros commençant par 800, 805, et 890 appartiennent à APT, TFN, et NCIC respectivement. Tous les autres numéros commençant par 8 sont attribués à l'opérateur de ligne fixe qui domine le marché (Chunghwa Telecom). |
| 03      | Yilan         | Comté de Yilan                                                  | 7        | Numéros commençant par 9 Tous les numéros sont assignés à Chunghwa Telecom excepté ceux commençant par 900 (APT), 905 et 906 (TFN), puis 910 (NCIC). |
| 037     | Miaoli        | Comté de Miaoli                                                 | 6        | |
| 04      | Taichung      | Municipalité de Taichung                                        | 8        | Numéros commençant par 22, 24 et 270 (aire urbaine), 25 (Fengyuan, inclus Zhuolan, Miaoli), 26 (Dajia et Shalu) et 3 (mineur) |
| 04      | Changhua      | Comté de Changhua                                               | 7        | Numéros commençant par 7 (Municipalité de Changhua) et 8 (Yuanlin) |
| 049     | Nantou        | Comté de Nantou                                                 | 7        | Numéros commençant par 2, inclus Fenyuan et Changhua, 5 à 7 (mineur) |
| 05      | Chiayi        | Municipalité de Chiayi, Comté de Chiayi                         | 7        | Numéros commençant par 2 (Municipalité de Chiayi et Minxiong) et 3 (Dongshi) |
| 05      | Yunlin        | Comté de Yunlin                                                 | 7        | Numéros commençant par 5 (Douliu), 6 (Huwei), 7 (Beigang) |
| 06      | Tainan        | Municipalité de Tainan                                          | 7        | Numéros commençant par 2 et 3 (aire urbaine), 5 (Xinhua et Shanhua), 6 (Xinying), 7 (Jiali) |
| 06      | Penghu        | Comté de Penghu                                                 | 7        | Numéros commençant par 9 |
| 07      | Kaohsiung     | Municipalité de Kaohsiung                                       | 7        | inclus les îles Pratas et les îles Spratly (Note: Le préfixe 070 est utilisé pour les services de téléphone voIP; ces numéros comportent 8 chiffres au lieu de 7). |
| 08      | Pingtung      | Comté de Pingtung                                               | 7        | Numéros commençant par 7 (Municipalité de Pingtung et Chaozhou), 8 (Donggang et Hengchun) |
| 082     | Kinmen        | Comté de Kinmen                                                 | 6        | Numéros commençant principalement par 3 |
| 0826    | Wuqiu         | Municipalité de Wuqiu                                           | 5        | Numéros commençant par 6 |
| 0836    | Îles Matsu    | Comté de Lienchiang                                             | 5        | Numéros commençant par 2 (Nangan), 5 (Beigan), 7 (Dongyin) et 8 (Juguang) |
| 089     | Taitung       | Comté de Taitung                                                | 6        | |

## Téléphones portables
Les numéros de téléphone mobile de Taïwan commencent toujours par 09, suivi de 8 chiffres (par exemple, 0918909875). Le 0 est omis lorsque vous appelez un numéro de téléphone mobile de Taïwan depuis l'étranger (par exemple, +886 970699044). Si vous appelez une ligne fixe à Taïwan à partir d'un téléphone mobile local, vous devez inclure le préfixe d'indicatif régional 0 (par exemple, 0 + indicatif régional + numéro de téléphone fixe à 8 chiffres). 
Préfixes : (09) .... - .... 
Les téléphones mobiles commençant par 090-098 (l'indicatif 090 est principalement utilisé pour les services de données sans fil, M2M). 

## Tarifs gratuits et surtaxés
Les numéros gratuits commencent par le préfixe 0800 . 
Les numéros avec le préfixe 020x sont utilisés pour les services à valeur ajoutée  : 
| Préfixe | Objectif         |
| ------- | ---------------- |
| 0201    | Services de vote |
| 0203    | Annonces en vrac |
| 0204    | Numéros surtaxés |

## Indicatifs internationaux
Les indicatifs internationaux sont attribués par l'Union internationale des télécommunications (UIT) à ses États membres et à leurs dépendances. Cependant, Taïwan n'étant pas un État membre de l'UIT, le code 886 lui a été attribué de manière non officielle, et l'UIT l'a classé comme "réservé" jusqu'en 2006. Cette année-là, elle a officiellement attribué le code à "Taïwan, Chine". Jusqu'à la fin des années 1970, Taïwan utilisait le code 866, mais celui-ci a été réaffecté à la République Populaire de Chine conformément à son adhésion officielle à l'UIT, obligeant Taïwan à utiliser un autre code pour les pays souhaitant conserver des connexions téléphoniques directes avec elle.